# Cristallo molecolare
Un cristallo molecolare è un cristallo formato da molecole unite tra loro da deboli legami chimici secondari quali le forze di van der Waals, interazioni dipolo-dipolo, o il legame idrogeno.
In tali cristalli, quindi, i costituenti sono molecole e non ioni o atomi rispettivamente legati fra loro tramite legame ionico o metallico. Le molecole, formate dal legame covalente di più atomi, possono essere polari o non polari e interagiscono fra loro in base alla propria natura. Le molecole polari formano legami dipolo-dipolo e legami idrogeno, mentre quelle non polari sono soggette alle più deboli forze di Forze di Debye o
di Forze di London. I solidi molecolari sono solitamente soffici, hanno punti di fusione bassi e sono scarsi conduttori di elettricità.
Esempi di cristalli molecolari sono il ghiaccio, lo iodio, il ghiaccio secco o il fosforo bianco.